# Борис Бакић
Борис Бакић (Подгорица, 23. мај 1986) је бивши црногорски кошаркаш. Играо је на позицији бека. Његов старији брат Бојан је такође био кошаркаш.

## Каријера
Бакић је поникао у подгоричкој Будућности, да би септембра 2004. године потписао четворогодишњи уговор са Партизаном. У црно-белом дресу је освојио три титуле првака државе као и једну Јадранску лигу. Услед мале минутаже, Бакић је након три сезоне затражио да напусти Партизан. Након тога прелази у вечитог ривала Црвену звезду, где остаје наредне четири године. Одиграо је 168 утакмица у Црвеној звезди, уз 1170 поена, а током последње сезоне је био и капитен. У сезони 2011/12. играо је за Раднички из Крагујевца. У сезони 2012/13. је био члан МЗТ Скопља и са њима је освојио Првенство и Куп Македоније. Наредну сезону је провео у Игокеи са којом је освојио Првенство Босне и Херцеговине. У септембру 2014. је постао члан Металца. У ваљевском клубу је био до фебруара 2016. када прелази у румунски Питешти, са којим се задржава до краја текуће сезоне. Сезону 2016/17. је почео у земунској Младости, са којом је наступао у Кошаркашкој лиги Србије, да би 7. децембра 2016. прешао у Морнар из Бара. У екипи Морнара је провео годину и по дана и учествовао је у освајању титуле првака Црне Горе у сезони 2017/18. Током сезоне 2018/19. је играо прво за мостарски Зрињски а затим и за словачку Прјевидзу. Лета 2019. године је завршио играчку каријеру.
Бакић је са репрезентацијом Србије и Црне Горе до 20 година освојио прво бронзану медаљу Европском првенству 2005. у Русији, да би наредне године освојио златну медаљу на првенству одржаном у Измиру, Турска. На сениорском нивоу наступао је за репрезентацију Црне Горе. Са њима је играо на Европском првенству 2011. у Литванији где је освојено 21. место.

## Успеси

### Клупски
- Партизан:
  - Првенство СЦГ (2): 2004/05, 2005/06.
  - Првенство Србије (1): 2006/07.
  - Јадранска лига (1): 2006/07.
- МЗТ Скопље:
  - Првенство Македоније (1): 2012/13.
  - Куп Македоније (1): 2013.
- Игокеа:
  - Првенство Босне и Херцеговине (1): 2013/14.
- Морнар Бар:
  - Првенство Црне Горе (1): 2017/18.

### Репрезентативни
- Европско првенство до 20 година:  2005,  2006.